# Los Angeles (álbum)
Los Angeles é o álbum de estreia da banda de punk rock X, foi lançado em abril de 1980 pela Slash Records. O produtor do registro foi Ray Manzarek, e conta com a regravarão de uma música do The Doors, "Soul Kitchen".

## Faixas
Lado A
1. "Your Phone's Off the Hook, But You're Not" - 2:25
2. "Johny Hit and Run Paulene" - 2:50
3. "Soul Kitchen" (John Densmore, Robbie Krieger, Ray Manzarek; Jim Morrison) - 2:25
4. "Nausea" - 3:40
5. "Sugarlight" - 2:28

Lado B
1. "Los Angeles" - 2:25
2. "Sex and Dying in High Society" - 2:15
3. "The Unheard Music" - 4:49
4. "The World's a Mess; It's in My Kiss" - 4:43

Faixas bônus (2001, CD)
1. "I'm Coming Over" (Demo) – 1:24
2. "Adult Books" (remix de Dangerhouse Rough) – 3:21
3. "Delta 88" (Demo) – 1:28
4. "Cyrano de Berger's Back" (Rehearsal) – 3:01
5. "Los Angeles" (remix de Dangerhouse) – 2:14